# Halldór Ásgrímsson
Halldór Ásgrímsson, ˈhaltour ˈauːskrimˌsɔn, (8 de setembro de 1947 - 18 de maio de 2015) foi um político e diplomata islandês. Foi Primeiro-Ministro da Islândia.
Estudou no Colégio Cooperativo da Islândia, uma das mais prestigiadas academias do mesmo país, mas não se privou de cursar as universidades de Bergen e de Copenhaga. Leccionou, posteriormente, na Universidade da Islândia, de 1973 a 1974.
Foi o líder do Partido Progressista de 1994-2006, tendo sido eleito Primeiro-Ministro do seu país a 15 de setembro de 2004, sucedendo a Davíð Oddsson.
A 5 de junho de 2006 Halldór anunciou ao público islandês a sua demissão do cargo de Primeiro-Ministro, deixando o lugar a cargo de Geir Haarde, o seu Ministro dos Negócios Estrangeiros, presente líder do Partido da Independência.
Actualmente, Ásgrímsson é o Secretário Geral do Conselho Nórdico. Foi eleito a 31 de outubro de 2006.